# Andri Pol
Andri Pol (* 27. August 1961 in Bern) ist ein Schweizer Fotograf. 

## Leben und Wirken
Pol wuchs im Wallis auf und absolvierte 1982 die Matura. Er studierte danach zwei Jahre Kunstgeschichte an der Universität Bern. Nach zwei Jahren brach er das Studium ab und begann eine Ausbildung als Zeichenlehrer an der Schule für Gestaltung Luzern.
Seit 1990 ist er selbstständiger Fotograf. Er ist Autodidakt. Sein Wissen hat er am Royal College of Art in London erweitert.
Seit 2001 arbeitet Pol als Vertragsfotograf und Bildredaktor für das Magazin GEO Schweiz. Er hat auch für Das Magazin, den Stern, Die Zeit, National Geographic Deutschland und als Bildredaktor für die Zeitschrift der UBS gearbeitet. Zudem ist er Dozent am privaten Medienausbildungszentrum MAZ in Luzern. Er wohnt mit seiner Frau in Luzern.

## Arbeitsweise
Für Andri Pol steht der Mensch, wie er ist, im Mittelpunkt. Bevor er fotografiert, will er ein Vertrauensverhältnis zwischen dem Menschen und ihm herstellen. Dieser Prozess benötige viel Zeit: 
«Im besten Fall schaffe ich es, diesen Moment festzuhalten, bei dem sich mein Gegenüber mir öffnet. Es ist ein langer Weg dahin und setzt voraus, Fragen zu stellen, zuzuhören, Gestik und Mimik zu beobachten. Aber es gelingt mir nicht immer; es gibt kein Rezept.»
Wenn er den Abzug betätigt, möchte er den Menschen auf dem Foto verstehen, doch wolle er nicht beschönigen:
«Als Fotograf versuche ich, objektiv zu sein und das festzuhalten, was ist – das kann als schonungslos empfunden werden. Ich zeige, wie ich die Welt sehe und das ist immer ein persönlich ausgewählter Ausschnitt der Welt.»
Pol porträtiert eine Person in einer natürlichen Haltung. Er verzichtet auf künstliche Posen oder detaillierte Anweisungen, zum Beispiel zur Blickrichtung oder Körperhaltung. Er will, dass seine Bilder Kraft haben. Für ihn heisst dies, dass ein Bild eine Geschichte erzählen muss. Gleichzeitig will er Geschichten erzählen und Menschen fremde Orte näherbringen.

## Auszeichnungen
- 1989: Kanton Bern, Fotopreis
- 1991: Kanton Bern, Werkbeitrag
- 1991: UBS, Fotopreis
- 1994: Kanton Bern, Fotopreis
- 1995: Swiss Press, Fotopreis
- 1996: Kanton Bern, Fotopreis
- 1998: Swiss Press, Fotopreis
- 1999: Swiss Press, Fotopreis
- 2002: Hansel-Mieth-Preis (unter den zehn besten Reportagen)
- 2003: Hansel-Mieth-Preis (unter den zehn besten Reportagen)
- 2007: Hansel-Mieth-Preis (unter den zehn besten Reportagen)
- 2009: Swiss Photo Award, Kategorie Editorial
- 2014: Hotlist 14 für Inside CERN
- 2014: Swiss Press Photo, 2. Platz Kategorie Alltag
- 2017: Fotograf des Jahres, Swiss Photo Academy[2]